# Braquage à l'allemande
Pour plus de détails, voir Fiche technique et Distribution.
Braquage à l'allemande (Vier gegen die Bank) est une comédie policière allemande réalisée par Wolfgang Petersen, sortie en 2016.

## Synopsis
Chris est boxeur, Peter est comédien et Max un jeune publicitaire. Au fil des ans, ils ont placé dans une banque d'investissement toutes leurs économies quand subitement, ils découvrent tous que leurs comptes ont été vidés ! Schumacher, le peu scrupuleux directeur de la banque, a intentionnellement vidé les comptes des trois hommes, pour pouvoir se débarrasser de Tobias, un conseiller de la banque. Avec la complicité de ce dernier, les trois hommes vont élaborer un plan pour récupérer leur argent et se venger en braquant la banque frauduleuse.

## Fiche technique
- Titre original : Vier gegen die Bank
- Titre français : Braquage à l'allemande
- Réalisation : Wolfgang Petersen
- Scénario : Tripper Clancy, d'après le roman The Nixon Recession de Ralph Maloney
- Montage : Peter R. Adam
- Musique : Enis Rotthoff
- Photographie : Daniel Gottschalk
- Production : Christopher Doll, Lothar Hellinger et Wolfgang Petersen
- Sociétés de production : Hellinger / Doll Filmproduktion et Warner Bros.
- Société de distribution : Warner Bros.
- Pays d'origine :  Allemagne
- Langue originale : allemand
- Format : couleur
- Genre : comédie, film de gangsters, film de casse
- Durée : 96 minutes
- Date de sortie :
  -  Allemagne : 25 décembre 2016

## Distribution
- Til Schweiger : Chris
- Matthias Schweighöfer : Max
- Michael Herbig : Tobias
- Jan Josef Liefers : Peter
- Antje Traue : Elisabeth Zollner
- Alexandra Maria Lara : Freddie
- Jana Pallaske : Heidi
- Claudia Michelsen : Susanne Schumacher
- Jasmin Lord : la fille sexy
- Fahri Yardim : le sans-abri
- Thomas Heinze : Schumacher
- Chris Theisinger : l'employé de la banque
- Stefan Becker : le fou religieux
- Viktor Bleischwitz : le voleur de banque

## Autour du film
Le film marque le grand retour au cinéma du réalisateur, 10 ans après Poséidon (2006). Il signe par ailleurs son premier film en allemand depuis Das Boot. Le scénario est adapté du roman The Nixon Recession Caper de Ralph Maloney. Il l'avait déjà adapté dans un téléfilm Vier gegen die Bank (de) diffusé en 1976.